# Pierini
Pierini là một tông bướm thuộc họ Pieridae.

## Chi
Listed alphabetically.
- Aoa de Nicéville, 1898
- Aporia Hübner, [1819] – Blackveins
- Appias Hübner, [1819] – Puffins and Albatrosses
- Archonias Hübner, 1825
- Ascia Scopoli, 1777
- Baltia Moore, 1878
- Belenois Hübner, [1819] – Caper Whites
- Catasticta Butler, 1870
- Cepora Billberg, 1820 – Gulls
- Charonias Röber, [1908]
- Delias Hübner, [1819] – Jezebels
- Dixeia Talbot, 1932
- Elodina C. & R. Felder, [1865]
- Eucheira Westwood, 1834
- Ganyra Billberg, 1820
- Glennia Klots, 1933
- Hypsochila Ureta, 1955
- Infraphulia Field, 1958
- Itaballia Kaye, 1904
- Ixias Hübner, [1819] – Indian Orange Tips
- Leodonta Butler, 1870
- Leptophobia Butler, 1870
- Leuciacria Rothschild & Jordan, 1905
- Mathania Oberthür, 1890
- Melete Swainson, [1831]
- Mesapia Gray, 1856
- Mylothris Hübner, [1819] – Dotted Borders
- Neophasia Behr, 1869
- Pereute Herrich-Schäffer, 1867
- Perrhybris Hübner, [1819]
- Phrissura Butler, 1870
- Phulia Herrich-Schäffer, 1867
- Piercolias Grote, 1903
- Pieriballia Klots, 1933
- Pieris Schrank, 1801 – Whites
- Pierphulia Field, 1958
- Pinacopteryx Wallengren, 1857
- Pontia Fabricius, 1807
- Prioneris Wallace, 1867 – Sawtooths
- Pseudomylothris Neustetter, 1929
- Reliquia Ackery, 1975
- Saletara Distant, 1885
- Sinopieris Huang, 1995
- Tatochila Butler, 1870
- Theochila Field, 1958

## Hình ảnh

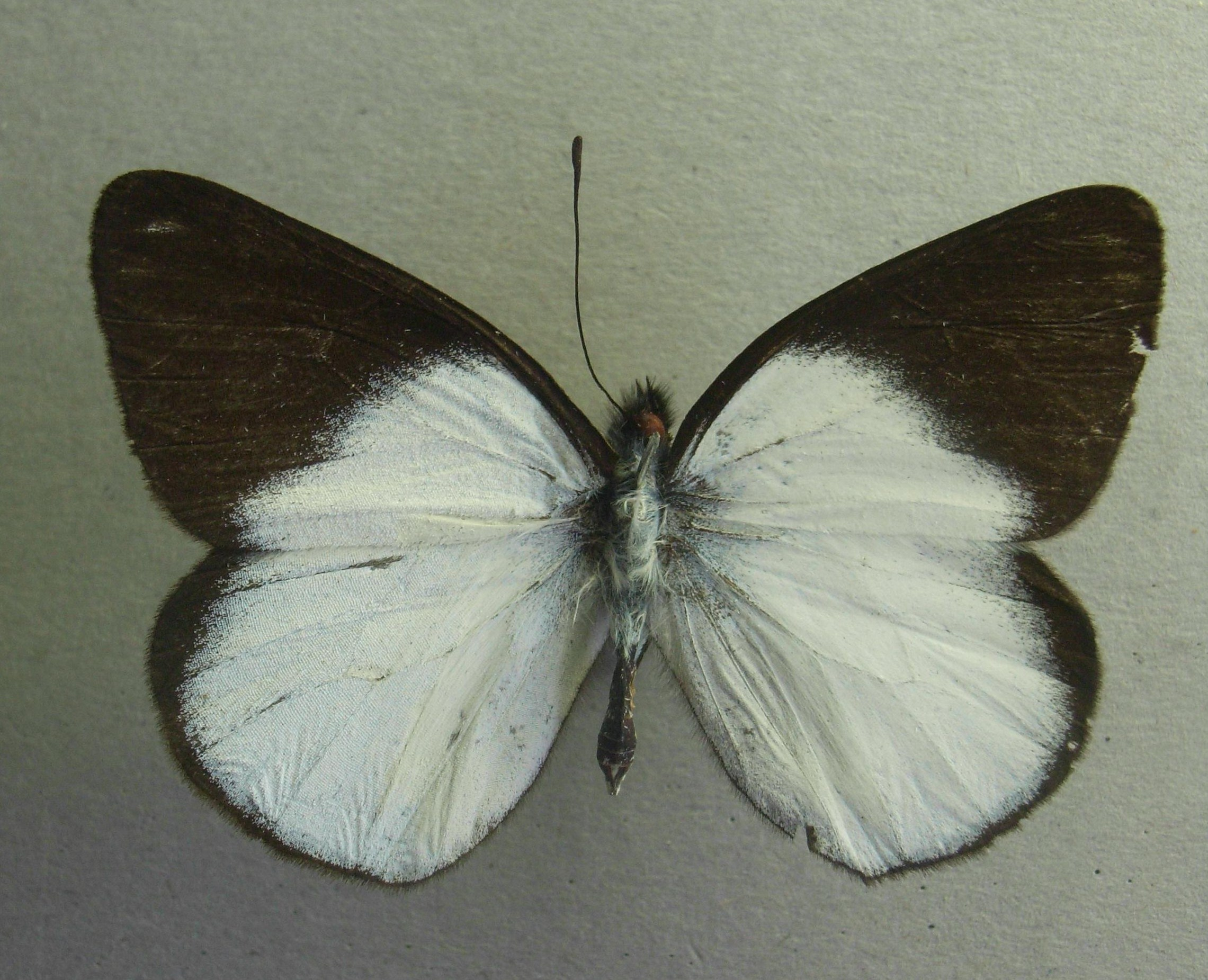
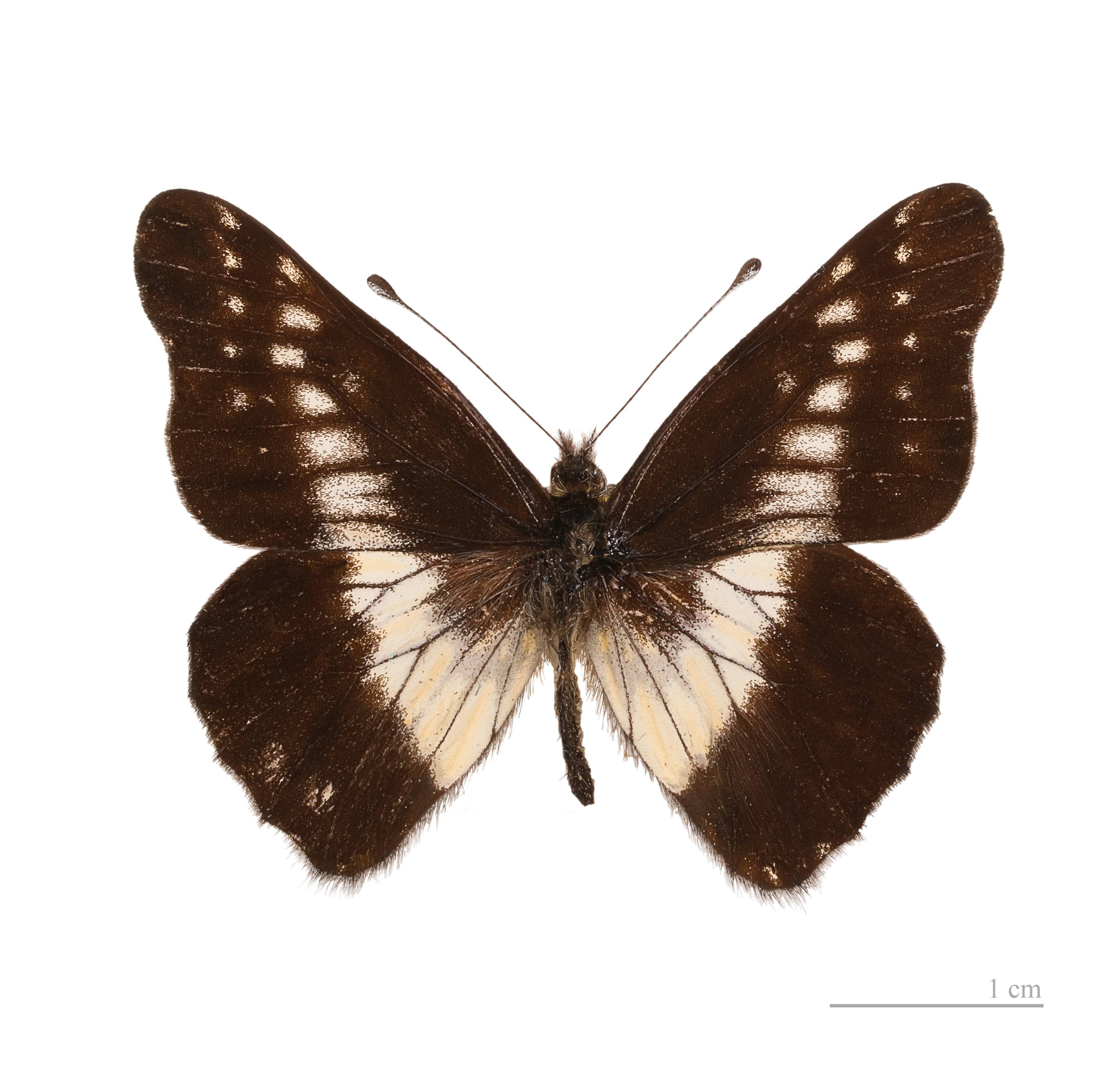
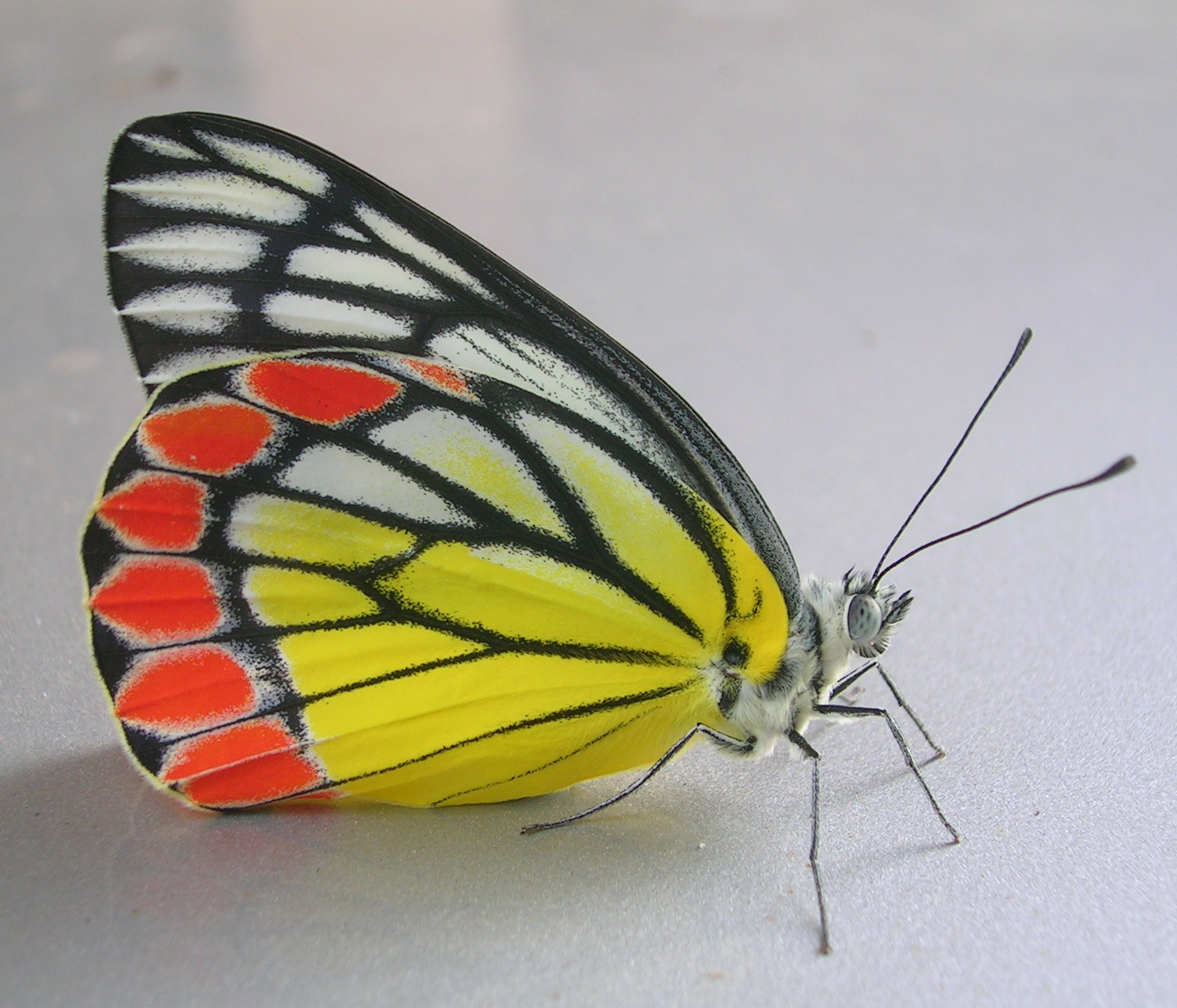
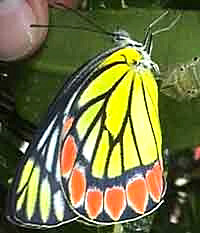
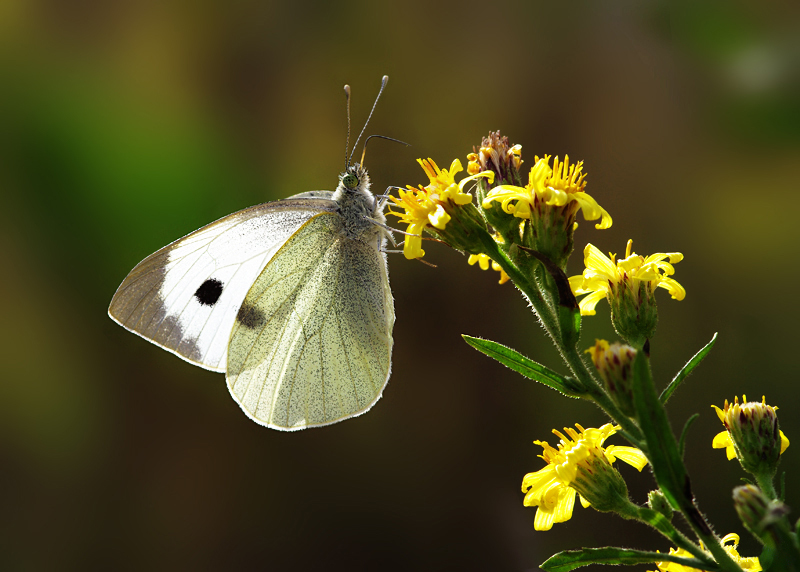